# Корпус «А» ТРТИ
Корпус «А» ТРТИ — учебно-административное здание Таганрогского радиотехнического института, расположенное по адресу ул. Чехова, 22.

## История здания
Корпус «А» Таганрогского радиотехнического института — старейший корпус. Это здание было построено в 1916 году по проекту архитектора А. М. Гинзбурга для Алексеевской женской гимназии. Закладка здания состоялась 10 июля 1914 года. При строительстве здания пришлось срыть высокий земляной вал, оставшийся от бывших укреплений Троицкой крепости. При производстве земляных работ строителями были обнаружены остатки старинных пороховых погребов.
Алексеевская женская гимназия просуществовала в здании недолго. Сначала здание передали под военный госпиталь, в годы гражданской войны его занимал один из отделов штаба Добровольческой армии А. И. Деникина. В советское время в здании располагались поочерёдно школа, детский дом, сельхозучилище.
В 1925 году на базе Профсельхозшколы (Агрономической), организованной в 1920-1921 для беспризорных подростков на Золотой косе в бывшем имении Варваци, в Таганроге был создан Сельскохозяйственный техникум (ТСХТП), разместившийся в здании бывшей Алексеевской гимназии. В правом крыле здания находилось общежитие, в левом — учебные классы. В 1930 году Сельскохозяйственный техникум был реорганизован в Таганрогский институт механизации и электрификации сельского хозяйства (ТИМСХ). ТИМСХ был упразднён в 1952 году, при открытии ТРТИ.
С 1988 по 2010 год в различных аудиториях корпуса «А» проводились занятия Таганрогского лицея, созданного сотрудниками кафедры высшей математики ТРТИ.
В настоящий момент в здании расположен Корпус «А» Инженерно-технологической академии ЮФУ.

## Архитектурные особенности
Преподаватель русского языка Алексеевской женской гимназии, священник Митрофаниевской церкви, а потом церкви Рождества Пресвятой Богородицы Александр Баландин так описывал архитектурный облик здания: «Вторая женская гимназия: гекзостиль — шесть огромных, тяжелых красного кирпича колонн, высокий и длинный цементный портал, ведущий в сравнительно небольшую дверь-тамбур. Главный фронтон — огромный треугольник красного, ничем не задрапированного кирпича, будто наскоро сложенного, неустойчивого, готового обрушиться, такие же и два боковых фронтона. Все это в большой диспропорции с фасадом и сумрачно. Несколько оживляют здание венецианские окна второго этажа».

## Галерея
- Корпус «А», 2008 г.

## Библиотека ТРТИ
Библиотека радиотехнического института открыла свои двери первым читателям в здании корпуса «А» 25 августа 1952 года. 4 штатных сотрудника библиотеки за короткий срок смогли приобрести и обработать к её открытию 20 тысяч книг. 13 крупнейших библиотек страны выделили библиотеке ТРТИ 744 книги и 313 журналов, из них 219 экземпляров было получено из Новочеркасского политехнического института. К 1980 году фонды библиотеки насчитывали 770690 единиц, а в 1990 году — 1220500 единиц.
В здании корпуса «А» библиотека располагается и по сегодняшний день.